# 特里齊亞 (喬爾特基夫區)
48°47′40″N 26°13′50″E / 48.79444°N 26.23056°E
特里齊亞（烏克蘭語：Трійця），是烏克蘭的村落，位於該國西部捷爾諾波爾州，由喬爾特基夫區負責管轄，面積0.57平方公里，海拔高度203米，2001年人口59，人口密度每平方公里102.8人。